# 板東久美
板東 久美（ばんどう くみ、1958年（昭和33年）3月12日 - 2022年（令和4年）1月17日）は、日本のフルート奏者。徳島文理大学音楽学部教授。国立音楽大学音楽学部器楽科フルート専攻卒業。徳島県徳島市出身。

## 経歴
徳島県徳島市出身。国立音楽大学音楽学部器楽科フルート専攻卒業。フルートを川人伸二、木下芳丸、西田直孝に師事。
草津国際音楽アカデミー第二回から参加し、吉田雅夫、金昌国、アンドレ・ジョネのマスタークラスを受講。草津音楽祭・フェスティバル・オーケストラのメンバーとしてコンサートにも出演。1985年、デビューリサイタルにて徳島県芸術祭準大賞を受賞。また、これまでにブルガリアのトルブーヒン室内楽団やヴァイオリンのベッティーナ・シュミット等、世界的な演奏家と共演。
2022年1月17日 午後0時2分、すい臓がんのため徳島市内の病院で死去。63歳没。

## 受賞歴
- 1985年 - 徳島県芸術祭準大賞